# Droit turc

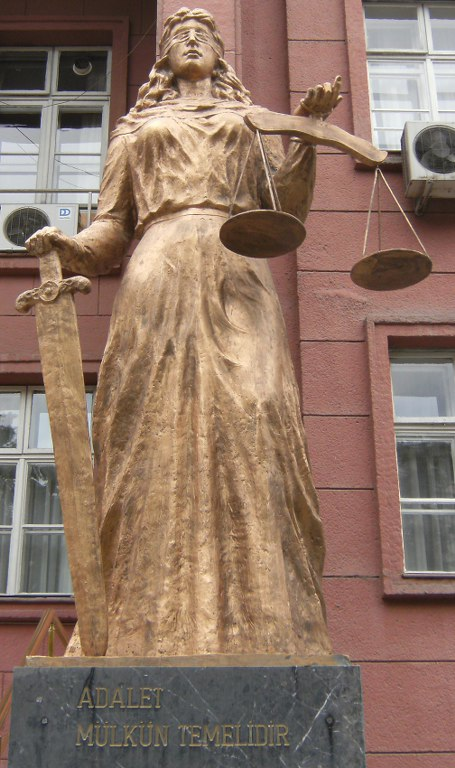
Statue représentant la justice.

Le droit turc comprend l'ensemble des normes juridiques appliquées en Turquie. Il est en grande partie issu du droit de pays européens tels que la Suisse, l'Italie ou l'Allemagne. Les principes fondamentaux du système légal de la république de Turquie sont définis dans les articles 138 à 160 de la Constitution de 1982.

## Histoire du droit turc
Le code civil turc, entré en vigueur en 1926, est une adaptation du code civil suisse.

## Sources du droit

### Constitution
L'article 11 de la Constitution dispose que ses dispositions sont les « principes juridiques fondamentaux » de l’État.

### Traités internationaux
La ratification des traités internationaux se fait par l'adoption d'une loi par la Grande Assemblée nationale de Turquie.
Le paragraphe 3 de l'article 90 dispose :

« Les conventions internationales dûment mises en vigueur ont force de loi. Elles ne peuvent pas faire l'objet d'un recours en inconstitutionnalité devant la Cour constitutionnelle. En cas de conflit du fait que les accords internationaux et les lois relatifs aux droits et libertés fondamentaux mis en vigueur conformément à la procédure comportent des dispositions différentes sur le même sujet, les clauses des accords internationaux prévalent. »

— Article 90, paragraphe 3 de la Constitution

### Législation
L'article 87 de la Constitution dispose que le pouvoir de faire, amender et abroger les lois revient à la Grande Assemblée nationale de Turquie. L'initiative législative revient au Conseil des ministres ou à un député.

### Règlements
Le Conseil des ministres peut adopter des règlements qui doivent être conformes aux lois, traités et à la Constitution,.

## Cour constitutionnelle
La Cour constitutionnelle a été instaurée par la Constitution de 1961 et modifiée par la constitution de 1982. Elle est constituée de quinze membres, dont onze sont titulaires, et les quatre membres suppléants sont nommés par le président de la république parmi les juges élus. Elle bénéficie d'une autonomie totale de la part des pouvoirs législatifs et exécutifs.
Ses membres assument leurs responsabilités jusqu'à l'âge de soixante-cinq ans ; leur siège n'est pas inamovible : s'ils subissent une condamnation pour une infraction entraînant l'interdiction d'exercer le métier de juge ; ils sont automatiquement démis ; leur démission peut également être prononcée à la majorité absolue par les autres membres pour raisons de santé.
Selon l'article 148 de la Constitution de 1982, « la Cour constitutionnelle contrôle la conformité à la Constitution, quant à la forme et quant au fond, des lois, des décrets-lois et du Règlement intérieur de la Grande Assemblée nationale de Turquie ».
La Cour constitutionnelle est aussi la Cour suprême et juge le président de la République, le président de la Grande Assemblée nationale de Turquie, les membres du Conseil des ministres, le président et les membres de la Cour constitutionnelle, de la Cour de cassation, du Conseil d'État, de la Cour de cassation militaire et du Tribunal administratif militaire supérieur, leurs procureurs généraux, le procureur général adjoint de la République et le président et les membres du Conseil supérieur des juges et des procureurs, de la Cour des comptes, le commandant des Forces armées turques, les commandants des forces terrestres, des forces navales et des forces aériennes et le commandant général de la gendarmerie pour les infractions commises dans le cadre de leurs fonctions.

## Métiers du droit
Le terme générique pour les personnes pratiquant les métiers du droit est hukukçu. Après avoir obtenu leur licence dans une faculté de droit, ils peuvent devenir avukat (avocat), hâkim ou yargıç (juge), savcı (procureur) ou noter (notaire) au terme d'un stage dont la durée peut varier d'une profession à l'autre.

### Avocats
Les avocats font une année de stage avant de pouvoir être admis au baro (barreau).

### Juges
Un juge est également issu d'une faculté de droit. Les cours turques ne connaissent pas le concept de jury. Les verdicts sont rendus par le juge ou un collège de juges qui basent leurs décisions sur le droit et leur conviction.

### Procureurs
Le ministère public est confié au savcı (procureur). Le titre complet est Cumhuriyet savcısı (procureur de la république) et leur parquet se nomme Cumhuriyet Başsavcılığı.

## Peine de mort
La peine de mort a été abolie pour les crimes de droit commun en 2002, puis pour tous les crimes le 4 mai 2004 par la Grande Assemblée nationale de Turquie; la dernière exécution date de 1984.

## Droit de la famille
La Turquie reconnaît l'adoption. Par ailleurs, l’Office turc chargé des affaires religieuses a publié en 2007 un document sur l'adoption précisant notamment que lorsque des couples sont infertiles par voie naturelle ou insémination artificielle, ils ont le droit d'adopter [réf. nécessaire].

## Sources